# Herbert Squire
Pour les articles homonymes, voir Squire.
Herbert Brian Squire né le 13 juillet 1909 et mort le 22 novembre 1961 est un ingénieur aéronautique britannique connu pour ses travaux en mécanique des fluides, en particulier sur les écoulements de voilures tournantes.

## Biographie
Herbert Squire étudie les mathématiques au Balliol College d'Oxford. Après une courte carrière de chercheur à l'Université d'Oxford et à l'Université de Göttingen en 1932-1933 il entre au Royal Aircraft Establishment à Farnborough comme officier scientifique. En 1946 il devient président de la branche hélicoptères de la commission de la recherche aéronautique. En 1947 il est officier scientifique principal pour les problèmes de propulsion aéronautique.
En 1952 il obtient la chaire Zaharoff à l'Imperial College.

## Distinctions
- Fellow de la Royal Society en 1957[1].

## Liens
- Notices d'autorité :   - VIAF
  - IdRef